# Coupe Manier 1900
Navigation
Coupe Manier 1899 Coupe Manier 1901
La Coupe Manier 1900 est la 5e édition de la Coupe Manier.
Elle oppose six clubs exclusivement parisiens en matchs à élimination directe. Le Club français remporte la finale face à l'UA Ier arrondissement et gagne ainsi son cinquième titre dans la compétition.

## Compétition

### Premier tour
Deux matchs ont lieu le 14 octobre 1900 lors du premier tour,.
| Premier tour    | UA Ier arrondissement | 7 – 1   | Gallia Club |                   |                   |
| 14 octobre 1900 |                       | (4 – 1) |             | Bois de Vincennes | Bois de Vincennes |

| Premier tour    | Nationale de Saint-Mandé       | 4 – 1 | AS internationale |                                         |                                         |
| 14 octobre 1900 | Holbrook · C. Bilot · G. Bilot | (–)   | Defrance          | Fontenay-sous-Bois Arbitrage : M. Friou | Fontenay-sous-Bois Arbitrage : M. Friou |

### Demi-finales
L'UA Ier arrondissement va battre le Paris Star par quatre buts à un. Le Club français et la Nationale de Saint-Mandé font zéro à zéro. Le match est rejoué le 16 décembre. Le Club l'emporte par quatre buts à zéro.
| Demi-finale              | Paris Star             | 1 – 4   | UA Ier arrondissement                                                                              |                                    |                                    |
| Dimanche 21 octobre 1900 | Bégis                  | (0 – 0) | Coletta · Juery · Polès · H. Delolme                                                               | Terrain du Paris Star, Pierrefitte | Terrain du Paris Star, Pierrefitte |
| Dimanche 21 octobre 1900 | Non donnée dans L'Auto | Équipes | Pougnet - Cabaret, Javie - Guichard, Bos, Guérard - Juéry, H. Delolme, Polès , Coletta, G. Delolme | Terrain du Paris Star, Pierrefitte | Terrain du Paris Star, Pierrefitte |

| Demi-finale              | Club français                                                                                    | 0 – 0 a. p. | Nationale de Saint-Mandé                                                                           |                        |                        |
| Dimanche 21 octobre 1900 |                                                                                                  | (–)         | | Arbitrage : M. Lancett | Arbitrage : M. Lancett |
| Dimanche 21 octobre 1900 | Huteau - Allemane, Bach - Macaire, Bloch, Duparc - Canelle, Garnier, Peltier, Grandjean, Fraysse | Équipes     | Beau - Bourdon, A. Bilot - S. Bally, Lhomann, Colson - C. Bilot, G. Bilot, Pacini, Trion, G. Bally | Arbitrage : M. Lancett | Arbitrage : M. Lancett |

| Demi-finale               | Club français                                                                                 | 4 – 0   | Nationale de Saint-Mandé                                                                              |                         |                         |
| Dimanche 16 décembre 1900 |                                                                                               | (–)     | | Arbitrage : M. Moignard | Arbitrage : M. Moignard |
| Dimanche 16 décembre 1900 | Huteau - Allemane, Bach - Duparc, Bloch, Lambert - Laisné, Fraysse, Peltier, Garnier, Canelle | Équipes | Beau - C. Bilot, Bourdon - Reppelin, Colson, S. Bally - G. Bilot, Lhomann, Pacini, A. Bally, H. Bally | Arbitrage : M. Moignard | Arbitrage : M. Moignard |

### Finale
La finale commence avec une heure de retard, la Commission de football association ayant oublié de désigner un arbitre. Le joueur Jack Wood, présent au match et habitué à arbitrer, se propose. Le Club français l'emporte par un but à zéro en fin de match dans l'obscurité naissante. L'Auto donne la composition des deux équipes ; Lucien Huteau, habituellement gardien, joue la seconde mi-temps ailier droit du fait de l'absence de Laisné ; le Club jouant toute la première mi-temps à dix joueurs avant que Weber n'entre en jeu au poste de gardien.
| Finale                    | Club français                                                                                  | 1 – 0   | UA Ier arrondissement                                                                               |                                         |                                         |
| Dimanche 23 décembre 1900 | Peltier                                                                                        | (0 – 0) | | Joinville-le-Pont Arbitrage : Jack Wood | Joinville-le-Pont Arbitrage : Jack Wood |
| Dimanche 23 décembre 1900 | Weber - Allemane, Bach - Lambert, Bloch, Duparc - Huteau, Grandjean, Peltier, Garnier, Canelle | Équipes | Pougnet - Cabaret, Favre - Guichard, Bos, Guérard - Juery, Debeaux, Coletta, H. Delolme, G. Delolme | Joinville-le-Pont Arbitrage : Jack Wood | Joinville-le-Pont Arbitrage : Jack Wood |